# Dawhan
Dawhan Fran Urano da Purificação Oliveira, noto semplicemente come Dawhan (Aracaju, 3 giugno 1996), è un calciatore brasiliano, centrocampista del Beijing Guoan.

## Caratteristiche tecniche
È un mediano che può giocare anche al centro della difesa.

## Carriera

### Club
Cresciuto nel settore giovanile del Flamengo-SP, ha esordito in prima squadra il 1º febbraio 2015 disputando l'incontro del Campeonato Paulista Série A3 pareggiato 1-1 contro il Santacruzense.
Nel gennaio del 2017 è stato acquistato dal CSA.

## Statistiche

### Presenze e reti nei club
Statistiche aggiornate all'8 dicembre 2024.
| Stagione           | Squadra            | Campionato         | Campionato | Campionato | Coppe nazionali | Coppe nazionali | Coppe nazionali | Coppe continentali | Coppe continentali | Coppe continentali | Altre coppe | Altre coppe | Altre coppe | Totale | Totale | Totale |
| Stagione           | Squadra            | Comp               | Pres       | Reti       | Comp            | Pres            | Reti            | Comp               | Pres               | Reti               | Comp        | Pres        | Reti        | Pres   | Reti   |        |
| ------------------ | ------------------ | ------------------ | ---------- | ---------- | --------------- | --------------- | --------------- | ------------------ | ------------------ | ------------------ | ----------- | ----------- | ----------- | ------ | ------ | ------ |
| 2015               | Flamengo-SP        | A3/SP              | 17         | 0          | -               | -               | -               | -                  | -                  | -                  | -           | -           | -           | 17     | 0      |        |
| 2017               | CSA                | PD/AL+C            | 14+22      | 0+2        | CB              | 0               | 0               | -                  | -                  | -                  | CDN         | 2           | 0           | 38     | 2      |        |
| 2018               | CSA                | PD/AL+B            | 10+16      | 0+1        | CB              | 2               | 0               | -                  | -                  | -                  | CDN         | 6           | 0           | 34     | 1      |        |
| 2019               | CSA                | PD/AL+A            | 9+32       | 1+0        | CB              | 1               | 0               | -                  | -                  | -                  | CDN         | 9           | 0           | 51     | 1      |        |
| Totale CSA         | Totale CSA         | Totale CSA         | 33+70      | 1+3        |                 | 3               | 0               |                    | -                  | -                  |             | 17          | 0           | 123    | 4      |        |
| 2020               | Ponte Preta        | A1/SP+B            | 13+32      | 1+3        | CB              | 5               | 0               | -                  | -                  | -                  | -           | -           | -           | 50     | 4      |        |
| gen.-lug. 2021     | Ponte Preta        | A1/SP+B            | 13+12      | 0+2        | CB              | 2               | 0               | -                  | -                  | -                  | -           | -           | -           | 27     | 2      |        |
| Totale Ponte Preta | Totale Ponte Preta | Totale Ponte Preta | 26+44      | 1+5        |                 | 7               | 0               |                    | -                  | -                  |             | -           | -           | 77     | 6      |        |
| lug.-dic. 2021     | Juventude          | A                  | 23         | 3          | CB              | 0               | 0               | -                  | -                  | -                  | -           | -           | -           | 23     | 3      |        |
| 2022               | Gamba Osaka        | J1                 | 27         | 3          | CG+CdL          | 2+3             | 0               | -                  | -                  | -                  | -           | -           | -           | 32     | 3      |        |
| 2023               | Gamba Osaka        | J1                 | 33         | 6          | CG+CdL          | 0+7             | 0+1             | -                  | -                  | -                  | -           | -           | -           | 40     | 7      |        |
| 2024               | Gamba Osaka        | J1                 | 37         | 3          | CG+CdL          | 6+1             | 1+0             | -                  | -                  | -                  | -           | -           | -           | 44     | 4      |        |
| Totale Gamba Osaka | Totale Gamba Osaka | Totale Gamba Osaka | 97         | 12         |                 | 19              | 2               |                    | -                  | -                  |             | -           | -           | 116    | 14     |        |
| Totale carriera    | Totale carriera    | Totale carriera    | 310        | 25         |                 | 29              | 2               |                    | -                  | -                  |             | 17          | 0           | 356    | 27     |        |

## Palmarès

### Club

#### Competizioni nazionali
- Campeonato Brasileiro Série C: 1

CSA: 2017

#### Competizioni statali
- Campionato Alagoano: 2

CSA: 2018, 2019